# Боровково (Московская область)
Боровко́во — деревня в Богородском городском округе Московской области России, входит в состав сельского поселения Мамонтовское.

## Население
| 1859 | 1905  | 2002 | 2006 | 2010 |
| ---- | ----- | ---- | ---- | ---- |
| 339  | ↗1117 | ↘451 | ↗477 | ↘366 |

## География
Деревня Боровково расположена на северо-востоке Московской области, в северо-восточной части Богородского городского округа, примерно в 48 км к востоку от Московской кольцевой автодороги и 15 км к северу от центра города Ногинска, по левому берегу реки Дубенки бассейна Клязьмы. У деревни на реке образован пруд.
В 15 км к югу от деревни проходит Горьковское шоссе М7, в 10 км к западу — Московское малое кольцо А107, в 13 км к северо-востоку — Московское большое кольцо А108. Ближайшие населённые пункты — село Новосергиево и деревня Щекавцево.
В деревне пять улиц — Береговая, Посёлок Фабрики, Серова, Фабрики и Школьная, а также микрорайон Массив № 1.
Связана автобусным сообщением со станцией Ногинск Горьковского направления Московской железной дороги (маршруты № 24, 25, 158).

## История
В «Списке населённых мест» 1862 года — казённая деревня 2-го стана Покровского уезда Владимирской губернии по левую сторону Стромынского торгового тракта из города Юрьева в город Москву (через Киржач), в 43 верстах от уездного города и 29 верстах от становой квартиры, при колодце, с 54 дворами и 339 жителями (176 мужчин, 163 женщины).
По данным на 1905 год — деревня Филипповской волости Покровского уезда, проживало 1117 жителей, было 126 дворов.
1929—1930 гг. — центр Боровковского сельсовета Киржачского района Ивановской промышленной области.
1930—1963 гг. — центр Боровковского сельсовета Ногинского района Московской области.
1963—1965 гг. — деревня Боровковского (до 31.08.1963) и Мамонтовского сельсоветов Орехово-Зуевского укрупнённого сельского района Московской области.
1965—1994 гг. — деревня Мамонтовского сельсовета Ногинского района Московской области.
1994—2006 гг. — деревня Мамонтовского сельского округа Ногинского района Московской области.
2006—2018 гг. — деревня сельского поселения Мамонтовское Ногинского муниципального района Московской области.
С 2018 года — деревня сельского поселения Мамонтовское Богородского городского округа Московской области.

## Достопримечательности
- Часовня Сергия Радонежского. Представляет собой каменный часовенный столб постройки начала 2000-х годов. Приписана к церкви села Новосергиево[18].

## Известные уроженцы
- Гаранин Виктор Петрович (род. 1933) — генерал-лейтенант авиации, заслуженный военный лётчик СССР.
- Гаранин Николай Петрович (1929—2012) — ректор Московской государственной академии водного транспорта, доктор технических наук, профессор, академик Российской инженерной академии и Российской академии транспорта, заслуженный деятель науки и техники РСФСР.